# Santa Inês (kommun i Brasilien, Bahia, lat -13,27, long -39,83)
Santa Inês är en kommun i Brasilien.   Den ligger i delstaten Bahia, i den östra delen av landet, 900 km öster om huvudstaden Brasília. Antalet invånare är 10 363.
Följande samhällen finns i Santa Inês:
- Santa Inês

Omgivningarna runt Santa Inês är en mosaik av jordbruksmark och naturlig växtlighet. Runt Santa Inês är det glesbefolkat, med 8 invånare per kvadratkilometer.